# Машини (филм)
„Машини“ (на английски: Machines) е документален филм от 2016 г. на режисьора Рахул Джаин. Филмът е копродукция между Индия, Германия и Финландия.
Премиерата на филма е на 20 януари 2017 г. В България е прожектиран за първи път на 15 март 2017 г. по време на XXI Международен София Филм Фест, където участва в международния документален конкурс.
Филмът представя тежкия живот на работниците в текстилен завод в Гуджарат, Индия.